# Cimetière Saint-Amâtre d'Auxerre
Le cimetière Dunant, ou cimetière Saint-Amâtre, est un cimetière communal situé à Auxerre dans le département de l'Yonne. Il a été ouvert en 1793.

## Histoire
Ce cimetière est l'un des plus anciens cimetières de ville de France puisqu'il a été ouvert en 1793 à l'emplacement du clos des Capucins, acheté comme bien national par le citoyen Legueux-Cochois. De 1826 à 1828, ce « cimetière des Capucins » est agrandi par l'achat de parcelles de vigne. En 1837, la ville d'Auxerre acquiert le reste de la propriété Legueux à l'ouest du cimetière, ainsi qu'un verger à l'est, formant ainsi le « cimetière Dunant », du nom de sa légataire Thérèse Dunant. L'église du couvent des Capucins, desservant le cimetière Saint-Amâtre, est détruite en 1841-1842. Ce cimetière possède encore un riche patrimoine de tombes anciennes ou de personnalités et de grandes familles locales. Deux personnalités totalement opposées de sensibilité y sont enterrées : l'anticlérical Paul Bert et la poétesse catholique Marie Noël,...

## Personnalités

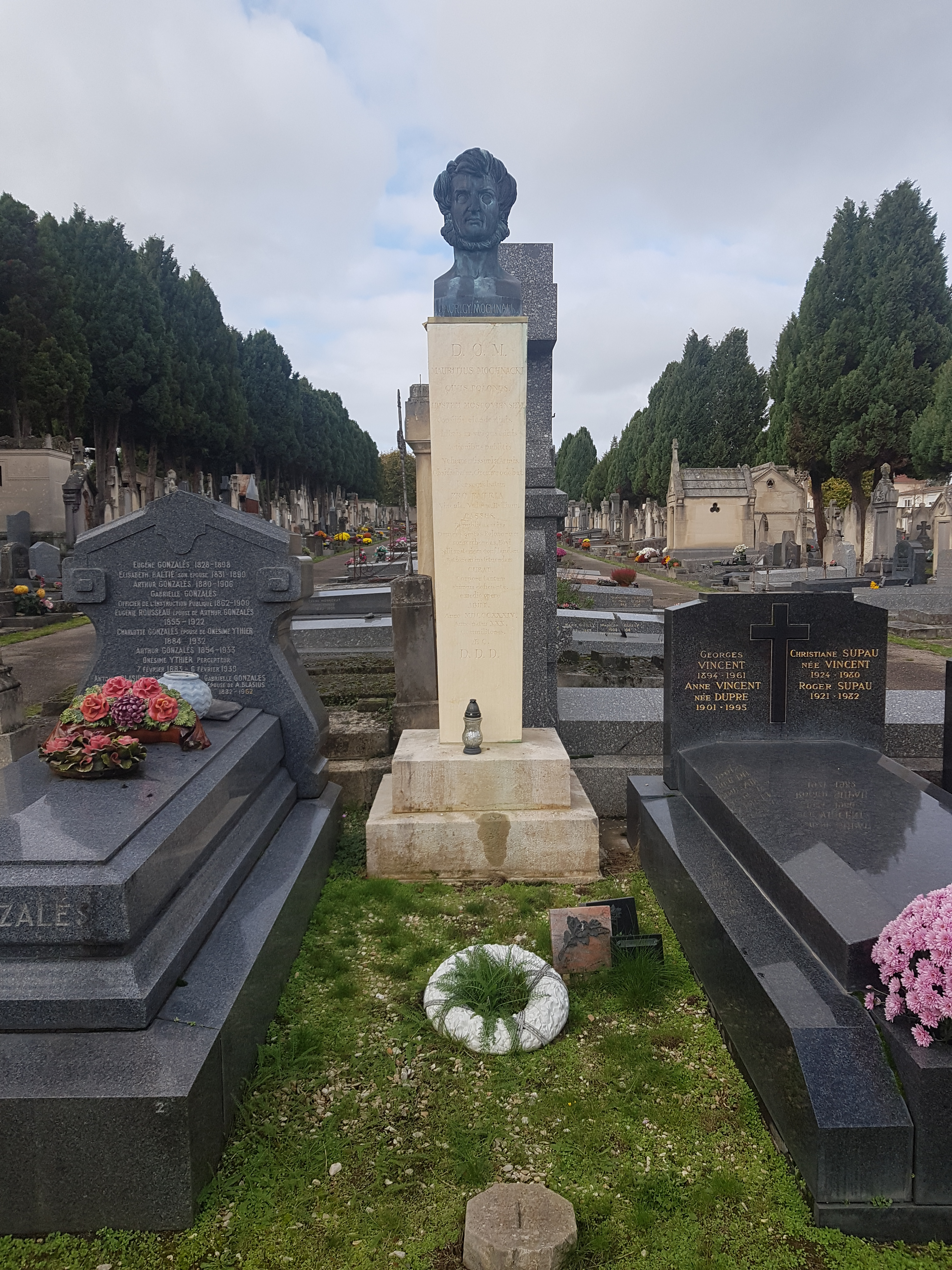
Sépulture de Mochnacki.

- Paul Bert (1833-1886), médecin et homme politique anticlérical, adepte de la colonisation. Un remarquable gisant en bronze à l'antique est sculpté par Bartholdi sur sa tombe.
- Le baron François-Louis Boudin de Roville (1772-1838), général d’Empire,
- Henri Brochet, peintre et homme de théâtre (1898-1952), avec son fils François Brochet (1925-2001), sculpteur,
- Le capitaine Coignet (1776-1865), capitaine et mémorialiste du Premier Empire (chapelle funéraire avec des violettes : symbole bonapartiste),
- Henri Dalby (1889-1981), poète,
- Charles Lepère (1823-1885), député de la gauche radicale et ministre de l'Intérieur qui signa en 1880 le décret d'expulsion des jésuites de France et la soumission des congrégations à autorisation (buste par Émile Peynot)
- Maurycy Mochnacki (1803-1834) : journaliste et critique musical polonais, favorable au romantisme, exilé à Auxerre (buste),
- Jean Moreau (1888-1972), député, maire d'Auxerre, ministre de la IVe République,
- Marie Noël (née Marie Rouget 1883-1967), poétesse,
- Fernand Py (1887-1949), sculpteur,
- Pierre-François Savatier-Laroche (1803-1879), homme politique local,
- Jean-Pierre Soisson (1934-2024), homme politique.